# Stefano III di Baviera-Ingolstadt
Stefano III di Baviera-Ingolstadt (1337 – Niederschönenfeld, 26 settembre 1413) fu duca di Baviera-Ingolstadt dal 1375 al 1413.
Fu inoltre duca di Baviera-Lansdhut dal 1379 al 1392 insieme ai fratelli Federico e Giovanni.

## Biografia
Stefano era il primo figlio di Stefano II di Baviera (figlio di Ludovico il Bavaro) e di Isabella di Sicilia. Dopo la morte di Ludovico e le successive suddivisioni fra eredi al padre era rimasto il ducato di Baviera-Landshut al quale aveva annesso nel 1363, alla morte del nipote Mainardo III di Tirolo-Gorizia, il ducato dell'Alta Baviera.
Nel 1364 sposò Taddea, figlia di Bernabò Visconti. Dal 1363 al 1369 prese parte, a fianco al padre, alla lotta per la riconquista del Tirolo e dal 1371 al 1373 a quella per il Brandeburgo. Tra il 1374 e il 1378 fu coinvolto insieme al fratello Federico nella lotta tra i sovrani Carlo IV e in seguito Venceslao contro le città libere della Svevia. Combatté inoltre a fianco del suocero contro la coalizione raggruppata da Papa Urbano V.
Nel 1375, alla morte del padre, ereditò la Baviera che governò insieme ai fratelli Federico e Giovanni fino al 1392. Nel 1379/1380 venne inviato da Venceslao a Roma a negoziare con Papa Urbano VI l'incoronazione di Venceslao a imperatore del Sacro Romano Impero.
Nel 1385, nel contesto dei festeggiamenti per il matrimonio fra Giovanni di Borgogna e Margherita di Baviera (figlia dello zio Alberto I di Baviera) organizzò il matrimonio fra sua figlia Isabella di Baviera e il giovane sovrano di Francia, Carlo VI. Motivo per cui il figlio Ludovico VII trascorreva molto tempo in Francia.
L'eccessivo interesse per le vicende straniere e le notevoli spese dovute allo stile di vita sfarzoso della corte di Stefano III crearono un conflitto col fratello Giovanni II e nel 1392 ebbe luogo una nuova divisione della Baviera.
Il ducato venne diviso nei ducati di Baviera-Landshut che fu assegnato a Federico, Baviera-Monaco che andò a Giovanni e Baviera-Ingolstadt. A Stefano III venne assegnato quest'ultimo che era un insieme di territori non collegati e che lui considerava insufficiente. Ciononostante i tre fratelli fecero un patto di mutuo aiuto stabilendo che nessuno dei tre avrebbe iniziato un conflitto senza aver prima interpellato gli altri.
Alla morte del fratello Federico Stefano fece di tutto per assumere la tutela del nipote minorenne Enrico XVI di Baviera-Landshut, cercando di allargare la sua sfera di influenza sulla Bassa Baviera. Il fratello Giovanni lo lasciò fare ma contestualmente si recò a Linz per chiedere il sostegno dei duchi Alberto III d'Asburgo e Guglielmo I d'Asburgo. Venuto a conoscenza di questa alleanza Stefano si recò in Francia per cercare il sostegno del sovrano francese suo genero, lasciò il governo del ducato al figlio Ludovico che mosse in armi contro lo zio per la conquista di Freising, seguirono una serie di schermaglie che durarono dal 1394 al febbraio del 1395 quando Stefano tornò dalla Francia.
Quando nel 1395 Giovanni di Borgogna attraversò la Baviera al comando di un'armata diretta in difesa del sovrano ungherese Sigismondo di Lussemburgo soggiornò per un periodo a Landshut e fece da paciere fra i due fratelli che tornarono a governare congiuntamente fino al 1403. Nel 1397 si presentarono insieme alla dieta di Francoforte sostenendo Roberto del Palatinato in opposizione a Venceslao.
Alla morte di Giovanni Stefano rivendicò diritti ereditari contro i figli del fratello, Ernesto e Guglielmo III, questo portò ad un nuovo conflitto rinfocolato da una ribellione dei cittadini di Monaco, dopo numerose schermaglie con l'intervento del vescovo di Ratisbona e di Federico I di Brandeburgo (che aveva sposato la figlia del defunto Federico di Baviera-Landshut) il conflitto venne composto e venne ripristinata la divisione pre-esistente, ai figli di Giovanni andò il ducato di Baviera-Monaco e a Stefano III il Ducato di Baviera-Ingolstadt.
Questa ricomposizione e la situazione di pace durò fino al 1413, anno della morte di Stefano III.
Le spoglie di Stefano III vennero trasferite nel 1430 nella chiesa di Nostra Signora a Ingolstadt, la cui costruzione era stata disposta dal figlio Federico.

## Matrimoni ed eredi
Stefano si sposò due volte. La prima volta il 13 ottobre del 1364 con Taddea Visconti, figlia di Bernabò Visconti dalla quale ebbe due figli:
- Ludovico (1368-1447);
- Isabella (1370-1435), sposò Carlo VI di Francia.

Il 17 gennaio del 1401 sposò Elisabetta di Kleve, dalla quale non ebbe figli.

## Ascendenza
|                                 |                      |                          | Genitori              |  |  | Nonni |  |  | Bisnonni                   |  |  | Trisnonni            |  |
|                                 |                      |                          |                       |  |  |       |  |  | Ludovico II del Palatinato |  |  | Ottone II di Baviera |  |
|                                 |                      |                          |                       |  |  |       |  |  | Ludovico II del Palatinato |  |  | Ottone II di Baviera |  |
|                                 |                      | Agnese del Palatinato    |                       |  |  |       |  |  | Ludovico II del Palatinato |  |  |                      |  |
| Ludovico il Bavaro              |                      |                          |                       |  |  |       |  |  | Ludovico II del Palatinato |  |  |                      |  |
|                                 |                      | Matilde d'Asburgo        | Rodolfo I d'Asburgo   |  |  |       |  |  |                            |  |  |                      |  |
|                                 |                      | Matilde d'Asburgo        | Rodolfo I d'Asburgo   |  |  |       |  |  |                            |  |  |                      |  |
|                                 |                      | Matilde d'Asburgo        | Gertrude di Hohenberg |  |  |       |  |  |                            |  |  |                      |  |
| Stefano II di Baviera           |                      | Matilde d'Asburgo        |                       |  |  |       |  |  |                            |  |  |                      |  |
|                                 |                      | Bolko I di Świdnica      | Boleslao II di Slesia |  |  |       |  |  |                            |  |  |                      |  |
|                                 |                      | Bolko I di Świdnica      | Boleslao II di Slesia |  |  |       |  |  |                            |  |  |                      |  |
|                                 |                      | Bolko I di Świdnica      | Edvige di Anhalt      |  |  |       |  |  |                            |  |  |                      |  |
| Beatrice di Slesia-Glogau       |                      | Bolko I di Świdnica      |                       |  |  |       |  |  |                            |  |  |                      |  |
|                                 |                      | Beatrice del Brandeburgo | Otto del Brandeburgo  |  |  |       |  |  |                            |  |  |                      |  |
|                                 |                      | Beatrice del Brandeburgo | Otto del Brandeburgo  |  |  |       |  |  |                            |  |  |                      |  |
|                                 |                      | Beatrice del Brandeburgo | …                     |  |  |       |  |  |                            |  |  |                      |  |
| Stefano III di Baviera-Landshut |                      | Beatrice del Brandeburgo |                       |  |  |       |  |  |                            |  |  |                      |  |
|                                 | Pietro III d'Aragona | Giacomo I d'Aragona      |                       |  |  |       |  |  |                            |  |  |                      |  |
|                                 | Pietro III d'Aragona | Giacomo I d'Aragona      |                       |  |  |       |  |  |                            |  |  |                      |  |
|                                 | Pietro III d'Aragona | Iolanda d'Ungheria       |                       |  |  |       |  |  |                            |  |  |                      |  |
| Federico III di Sicilia         | Pietro III d'Aragona |                          |                       |  |  |       |  |  |                            |  |  |                      |  |
|                                 |                      | Costanza II di Sicilia   | Manfredi di Sicilia   |  |  |       |  |  |                            |  |  |                      |  |
|                                 |                      | Costanza II di Sicilia   | Manfredi di Sicilia   |  |  |       |  |  |                            |  |  |                      |  |
|                                 |                      | Costanza II di Sicilia   | Beatrice di Savoia    |  |  |       |  |  |                            |  |  |                      |  |
| Isabella di Sicilia             |                      | Costanza II di Sicilia   |                       |  |  |       |  |  |                            |  |  |                      |  |
|                                 |                      | Carlo II d'Angiò         | Carlo I d'Angiò       |  |  |       |  |  |                            |  |  |                      |  |
|                                 |                      | Carlo II d'Angiò         | Carlo I d'Angiò       |  |  |       |  |  |                            |  |  |                      |  |
|                                 |                      | Carlo II d'Angiò         | Beatrice di Provenza  |  |  |       |  |  |                            |  |  |                      |  |
| Eleonora d'Angiò                |                      | Carlo II d'Angiò         |                       |  |  |       |  |  |                            |  |  |                      |  |
|                                 |                      | Maria Arpad d'Ungheria   | Stefano V d'Ungheria  |  |  |       |  |  |                            |  |  |                      |  |
|                                 |                      | Maria Arpad d'Ungheria   | Stefano V d'Ungheria  |  |  |       |  |  |                            |  |  |                      |  |
|                                 |                      | Maria Arpad d'Ungheria   | Elisabetta dei Cumani |  |  |       |  |  |                            |  |  |                      |  |
|                                 |                      | Maria Arpad d'Ungheria   |                       |  |  |       |  |  |                            |  |  |                      |  |